# Robert Seeger

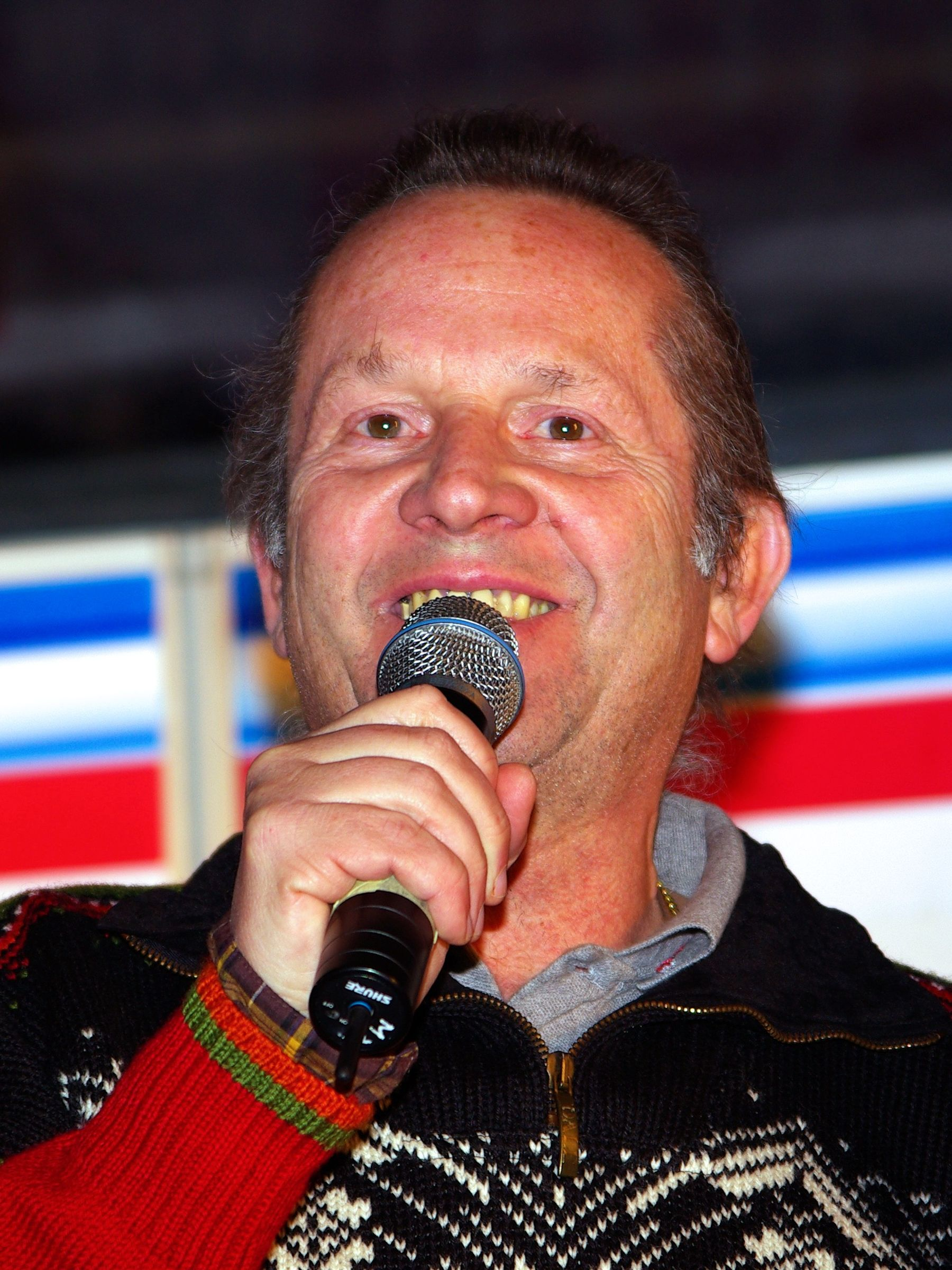
Robert Seeger im Jänner 2008

Robert Seeger (* 22. Juli 1941 in Graz) ist ein österreichischer Sportkommentator.

## Karriere
Seeger begann seine Kommentatorenlaufbahn 1965 beim ORF. Er war acht Jahre beim Aktuellen Dienst tätig, moderierte u. a. die Sendungen Sport am Montag und Sportarena und war lange Zeit Kommentator von Fußballspielen und alpinen Skirennen. Er war bis zu seiner Pensionierung im Sommer 2006 Chefkommentator des ORF. Seither berichtet er noch auf freiberuflicher Basis vom Schwimmen und von der Leichtathletik. Nebenbei war er auch als Kommentator für Radio Steiermark tätig. Sein Markenzeichen sind Norwegerpullover.
Seeger hat exakt 1056 Skirennen und über 500 Fußballspiele kommentiert und war von 1972 bis 2008 bei allen Olympischen Sommer- (10-mal) und Winterspielen (10-mal) als Kommentator tätig. Er hat von der Fußball-Weltmeisterschaft 1974 bis zur Fußball-Weltmeisterschaft 2006 neunmal hintereinander das Finalspiel kommentiert, was vor ihm noch keiner schaffte und ihm einen Eintrag ins Guinness-Buch der Rekorde brachte.  1982 wurde Seeger berühmt, als er in seinem Kommentar zum Gruppenspiel Österreich gegen Deutschland die Zuschauer zum Abschalten ihrer Fernsehgeräte aufforderte. (Auch 1978 hatte Seeger die TV-Übertragung des Spiels in Córdoba kommentiert. Edi Finger war nur der Radiokommentator.) Von 1999 bis 2010 war Seeger erster Nachfolger von Serge Lang als Präsident der internationalen Vereinigung der Skijournalisten (AIJS). 2010 kommentierte er auf Puls 4 den Super Bowl und ein Conference-Finale live. 2018 kommentierte Seeger für den Sender oe24.TV einige Spiele der Fußball-Weltmeisterschaft 2018, darunter auch das Finale gemeinsam mit Edi Finger jr. Das Finale der Fußball-EM im Jahr 2021 auf demselben Sender kommentierte er zusammen mit Toni Polster, da Edi Finger jr. kurz vor Beginn der EM verstorben war.

## Auszeichnungen
Im Jahr 1997 bekam er eine Goldene Romy als beliebtester Sportmoderator des Landes. Unter anderem hat er auch das Große Ehrenzeichen des Landes Steiermark und das „Goldene Ehrenzeichen der Stadt Graz“ erhalten. Vom Bundespräsidenten wurde ihm 2003 der Titel „Professor“ verliehen. Im Jänner 2007 wurde Seeger für seinen Einsatz bei Skigroßveranstaltungen und den damit verbundenen Verdiensten um Schladming mit dem „Ehrenring der Stadt Schladming“ ausgezeichnet. Er war auch als Pressechef für die erfolgreiche Schladminger Bewerbung um die Austragung der Skiweltmeisterschaften 2013 tätig.

## Fernsehsendungen
- Steiermark heute
- Sport am Montag
- Sportarena
- Fußballübertragungen
- Skirennen
- Olympische Spiele
- Domino Day